# ويل آرنيت
ويل إيمرسون «ويل» آرنيت (بالإنجليزية: Will Emerson "Will" Arnett) مواليد (4 آيار، 1970) ممثل كندي، لعب دور «جورج اوسكار بلوث الثاني» (جوب) بمسلسل قناة فوكس الكوميدي «آرستد ديفيلوبمينت» ودور «ديفن بانكس» بمسلسل «روك 30» على قناة «NBC» حصل اثرها على خمس ترشيحات لجوائز الإيمي. كما ظهر بمسلسل «مستيقظاً طوال الليل» على قناة «NBC» و«آل ميلر» على «CBS» كما ظهر في عدة أفلام مثل مونستر إن لا، سيمي برو، شفرات المجد، آر في، هوت رود، لنذهب إلى السجن، الاخوين سولومن و سلاحف النينجا. كما ادى آرنيت صوت شخصية «بوجاك» بمسلسل الرسوم المتحركة الكوميدي الذي عرض على نتفليكس «بوجاك هورسمان».

## نشأتهُ
ولد آرنيت بمدينة تورنتو، كندا، امه إيدث اليكساندرا «اليكس» ووالده إيميرسن جايمس «جيم آرنيت»، ويرجع اصل والداه إلى مقاطعة مانيتوبا الكندية، إرتاد آرنيت مدرسة لَيك فيلد بمدينة اونتاريو لكنه طرد منها بعد ان كان مشاكساً، وإرتاد جامعة كونكورديا لكنه تركها بعد الفصل الأول. 

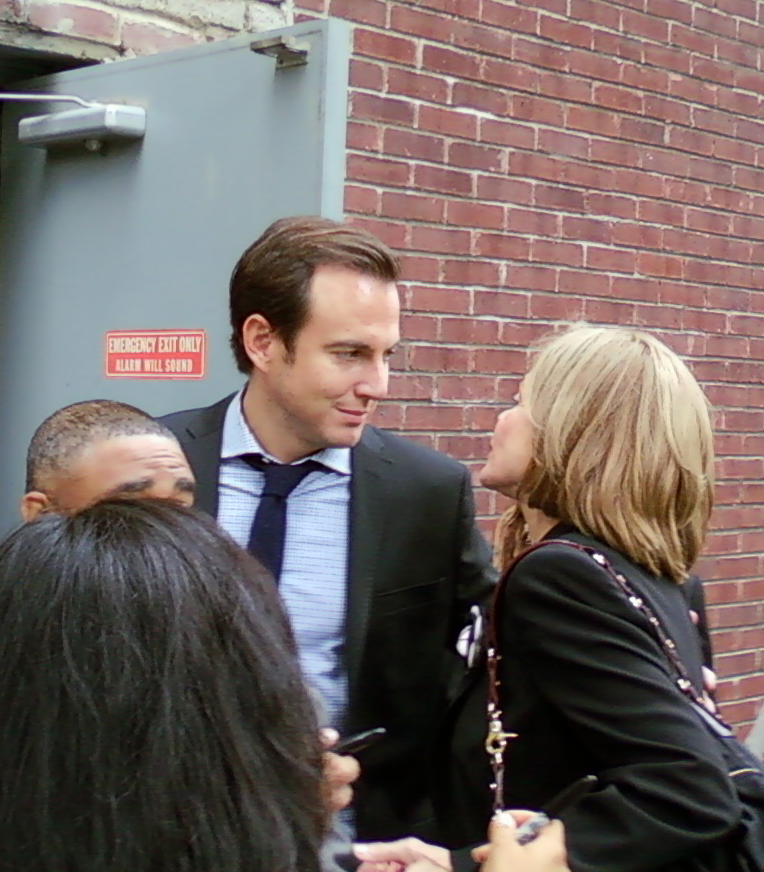
آرنيت عام 2011 في حفل لم شمل طاقم تمثيل "ارستد ديفلوبمينت"

## حياتهُ الشخصية
لآرنيت اختان واخ اصغر. والده محامي خريج جامعة هارفارد وكان رئيساً لمصانع جعة مولسون من 1997 إلى 2000. تزوج آرنيت بـ (بينلوبي آن ميلر) في 1994 وتطلقا في 1995. 
في عام 1994 تزوج آرنيت بالممثلة بينلوبي آن ميلر، وتطلقا في 1995. تزوج آرنيت بعدها بالممثلة آيمي بولر في 29 آب، 2003، ولهما إبنان «آركيبالد» مواليد 2008، و«أيبل» مواليد 2010. في 2012 أعلن آرنيت وآيمي عن انفصالهما.  

## سيرتهُ المهنية

### سينما
| السنة | العنوان                     | الدور       |
| ----- | --------------------------- | ----------- |
| 1996  | كلوس آب                     | ديف         |
| 1996  | أيد نيكست موف               |             |
| 1998  | العملاق المكسور             | ايزرا كاتون |
| 1999  | ساوثي                       | وايتي       |
| 1999  | لعبة الانتظار               | ليني        |
| 2000  | حصة التمثيل                 | ويل بينيت   |
| 2001  | السلسلة السابعة: المتنافسون | صوت         |
| 2005  | مونستر إن لا                | كت          |
| 2006  | العصر الجليدي: الذوبان      | صوت         |
| 2006  | آر في                       | تود مالوري  |
| 2006  | العظيم والرائع              | داني        |
| 2006  | لنذهب إلى السجن             | نيلسون      |
| 2006  | ريست كترز: لوف ستوري        | ميسايا      |
| 2007  | شفرات المجد                 | سترانز      |
| 2007  | جرايند هاوس                 | صوت         |
| 2007  | في برادوي                   | توم         |
| 2007  | خلطة بيطة بالصلصة           | صوت         |
| 2007  | هوت رود                     | جوناثان     |
| 2007  | الاخوين سولمون              | جون         |
| 2007  | العائدون                    | ساعي البريد |
| 2008  | سيمي برو                    | لو ريدوود   |
| 2008  | هورتن يسمع هوو!             | صوت         |
| 2008  | ذي روكر                     | ليكس        |
| 2009  | الوحوش ضد الفضائيين         | صوت         |
| 2009  | جي-فورس                     | كيب كيليان  |
| 2010  | جونا هيكس                   | جراس        |
| 2010  | أنا الحقير                  | صوت         |
| 2012  | آريتي المقترضة              | صوت         |
| 2012  | رجال ذو بذات سوداء 3        | العميل أأ   |
| 2012  | مانسوم                      | نفسه        |
| 2014  | عملية الجوز                 | صوت         |
| 2014  | فيلم لغو                    | صوت         |
| 2014  | سلاحف النينجا               | فيرن فينويك |

| السنة | العنوان                       | الدور     |
| ----- | ----------------------------- | --------- |
| 2009  | كول أوف ديوتي: مودرن وورفير 2 | عدة أدوار |

## وصلات خارجية
- ويل آرنيت على موقع IMDb (الإنجليزية)
- ويل آرنيت على موقع ميتاكريتيك (الإنجليزية)
- ويل آرنيت على موقع الموسوعة البريطانية (الإنجليزية)
- ويل آرنيت على موقع روتن توميتوز (الإنجليزية)
- ويل آرنيت على موقع قاعدة بيانات الأفلام العربية
- ويل آرنيت على موقع ألو سيني (الفرنسية)
- ويل آرنيت على موقع ميوزك برينز (الإنجليزية)
- ويل آرنيت على موقع أول موفي (الإنجليزية)
- ويل آرنيت على موقع قاعدة بيانات الأفلام السويدية (السويدية)
- ويل آرنيت على موقع إن إن دي بي (الإنجليزية)